# Matelea pakaraimensis
Matelea pakaraimensis är en oleanderväxtart som beskrevs av Krings. Matelea pakaraimensis ingår i släktet Matelea och familjen oleanderväxter. Inga underarter finns listade i Catalogue of Life.